# Corrida course de taureaux
Corrida, course de taureaux est une gouache sur toile exécutée par Raoul Dufy en 1949. Il avait déjà réalisé un autre dessin tauromachique : Suerte de vara, mine de plomb.

## Contexte et description
Influencé sans aucun doute par Henry de Montherlant qui avait réalisé vers 1925 une élégante série de dessins tauromachiques, Dufy aborde le thème de la corrida en 1930 avec un dessin à la mine de plomb Suerte de Vara qui ne correspond pas du tout au style aérien qui est sa patte. Raoul Dufy retrouvera son style léger, que,Montherlant qualifiait de « décoratif », dans les années 1940 avec la Corrida, course de taureaux. La toile présente une explosion de couleurs avec un centre sombre (l'arène), tandis que les gradins sont comme un théâtre avec des rideaux bleu électrique et des couleurs travaillées. 
Ces couleurs ne correspondent pourtant pas aux couleurs habituellement délicates de Dufy. Plus violentes, plus marquées, elles traduisent l'émotion forte que le peintre a ressentie devant le spectacle.